# Arash Marandi
Arash Marandi (geb. 1984 in Teheran, Iran) ist ein deutscher Schauspieler und Hörbuchsprecher.

## Leben
Marandi hat iranische Wurzeln. Er wuchs in Mittelhessen auf, als Schüler besuchte er die Landgraf-Ludwig-Schule und die Liebigschule in Gießen. Hier kam er als Teilnehmer der Theater-AG mit dem Schauspiel in Berührung. Am Gießener Stadttheater, wo Schauspieler und Schauspieldirektor mit ihm an Monologen arbeiteten, wurde der Leiter des Kinder- und Jugendtheaters Abdul-M. Kunze sein großes Vorbild. 2007 zog Marandi nach Hamburg, um an der Hochschule für Musik und Theater zu studieren und im Jahr 2011 seinen Abschluss zu machen.
Bekannt wurde Marandi durch seine Rollen im amerikanischen Indie-Kultfilm A Girl Walks Home Alone at Night (2014) und den deutschen Produktionen All You Need (ARD Degeto) und Tehran (Apple TV). Marandi lebt in Berlin.

## Werk

### Kinofilme
- 2010: Wie ein Fremder
- 2011: Kunduz
- 2014: A Girl Walks Home Alone at Night
- 2015: Sunrise
- 2016: Under the Shadow
- 2016: Awarewolf
- 2017: Sissi ohne Franz
- 2017: Teheran Tabu
- 2018: Die defekte Katze
- 2018: Fireflies (Luciérnagas)
- 2024: Reading Lolita in Tehran (Spielfilm von Eran Riklis nach den Memoiren von Azar Nafisi)

### Fernsehproduktionen
- 2013: Großstadtrevier (Folge Das Phantom)
- 2017: Alarm für Cobra 11 – Die Autobahnpolizei (Folge Blut und Wasser)
- seit 2020: Tehran (Apple TV)
- 2021–2022: All You Need (Fernsehserie, 11 Folgen)
- 2022: Tatort: Tyrannenmord
- 2022: SOKO Köln (Folge Die Perle)
- 2023: In aller Freundschaft (Folge Talente)
- 2024: Die Liebeskümmerer

### Theater
- 2009–2011: Deutsches Schauspielhaus, Hamburg: Peter Pan – Krabat – Baal – Das Käthchen von Heilbronn
- 2010: Ruhrfestspiele Recklinghausen und Deutsches Schauspielhaus, Hamburg – Robert Guiscard
- 2012: Ruhrfestspiele Recklinghausen und Schauspiel Frankfurt – Die Opferung von Gorge Mastromas
- 2012: Kampnagel: Ghettoblaster
- 2012: Théâtre National du Luxembourg – The Last Virgin
- 2014: Kampnagel: Abgrund
- 2015: Théâtre National du Luxembourg – Flucht nach Ägypten

### Hörbuch
- 2012: Vertraute Fremde (NDR)
- 2023 Die Neuen aus dem Morgenland - Iraner verändern eine Kirchengemeinde (MDR)